# Illa de San Andrés (Colòmbia)
L'Illa de San Andrés és una illa colombiana del mar Carib. És la més gran de les illes que formen part de l'Arxipèlag de San Andrés y Providencia, amb una extensió total de 26 km², sent l'illa més gran del país.
El 19 de novembre de 2012 la Cort Internacional de Justícia va dictaminar la sobirania total de Colòmbia sobre l'arxipèlag.

## Història
Nombrosos pobles han contribuït a la formació de la cultura raizal de l'arxipèlag: africans, britànics, escocesos, neerlandesos, irlandesos, francesos, espanyols i colombians. Especialment tres personatges han tingut a veure amb la seva història de manera molt particular: el pirata Henry Morgan, qui va fer de les illes la seu central de les seves activitats de pirateria en la mar Carib; el primer governant espanyol (fill de pares irlandesos), Tomás O'Neille, i el francès Luis Aury, qui va secundar des de les illes les causes independentistes en tota la conca del Carib, des de Texas fins a l'actual Colòmbia. La història demostra llavors la importància estratègica de les illes a la regió del Carib occidental.

## Geografia
Geografia de l'Arxipèlag de San Andrés, Provisió i Santa Catalina

Mapa de l'illa

San Andrés Isla, està dividit en 7 "Unitats de Paisatges":
North End (Punta Nord), Rock Shore (La Rocosa), San Luís, The Hill (La Lloma), Cove (Ancorada), Smith Channel (Canal Smith) i South End (Punta Sud).

### Ubicació
San Andrés es localitza a aproximadament 637 km al nord-oest de Colòmbia continental. És l'illa més gran de l'arxipèlag, amb 26 km² de superfície. Provisió, la segona illa més gran del departament, se situa a 80 km al nord-est.
Alguns accidents naturals de l'illa són:
- Badies: San Andrés, Haynes, Sound, Sprat i Southwest Cove.
- Puntes: North, South, Old i Evans.
- Cayos: Cotton Cay, Rocky Cay, Rose Cay, Haynes Cay, Johnny Cay.
- Cayos del Nord: Serrana, Pastorela, Quitasueño.
- Cayos del Sud: Albuquerque, Bolívar.

### Clima
El clima de l'illa és càlid, oscil·lant entre els 26 °C i 29 °C. Els vents ajuden a alleujar la calor, bufant generalment de l'est; quan es presenten tempestes en la mar Carib, els vents bufen fortament del nord-est. En general, durant l'any les pluges són definides per una estació seca i una altra plujosa. La primera té una durada variable que pot arribar a cinc mesos consecutius, mentre que els següents mesos són plujosos, amb forts vents, principalment durant la segona setmana del mes de juny.

### Orografia
San Andrés està creuada de sud a nord per una petita regió muntanyenca el cim de la qual se situa en el turó La Lloma, a uns 85 m d'altitud. La composició geològica de San Andrés indica que és una illa d'origen volcànic.

### Flora i fauna
La zona nord-oest de l'illa està envoltada per una gran barrera de coral i diversos cayos que alberguen una variada fauna i flora marina, la qual cosa atreu una gran quantitat de turistes anualment.

## Demografia

### Poblacions
- North End (Sector de San Andrés) és el principal nucli urbà de l'illa, conegut pels vilatans com “el centre”. Aquí es troba l'administració departamental, centres de comerç, bancs, hotels i l'aeroport. En la limítrofa badia de San Andrés, funciona el port.
- La Lloma és un altre nucli urbà, habitat per la població raizal. Es troba en el centre de l'illa, caracteritzat per una cadena de pujols (Flowers, Orange, Shingle i Lion's Hill).
- A l'oest de l'illa està San Lluís, un poblat raizal, que també posseeix establiments turístics.

D'acord amb el cens nacional de 2005, San Andrés té una població de 55.426 persones, amb una projecció estimada de 68.283 persones per a 2010.
Segons les dades estadístiques oficials de 2005, el 40,5% de la població va néixer a un altre municipi o en un altre país, mentre que el 59,5% restant són natius de l'illa.
Els raizales es consideren als originaris de l'illa, amb una forta presència cultural anglesa, basada en la seva història, les seves manifestacions culturals i la seva llengua, el crioll de San Andrés. Guarden una forta relació cultural amb els pobles antillans com Jamaica i Barbados. D'acord amb les dades del Departament Administratiu Nacional d'Estadístiques de Colòmbia del 2005, els raizales sumen 30 565 persones a nivell nacional i 30 118 en el Departament Arxipèlag de San Andrés, Providencia i Santa Catalina, conformant el 39.4 % de la població total (76 442 en 2015). En els últims temps han defensat la seva identitat com a poble indígena, categoria que els permet majors possibilitats de defensa cultural enfront de l'Estat i enfront de la comunitat internacional. No obstant això, alguns estudiosos del tema conclouen que aquest terme desconeix l'evident mescla i exclou als altres illencs. Els raizales de San Andrés guarden una estreta relació històrica i cultural amb els indígenes i anglo-criolls de la Costa de Mosquits o Bluefields a Nicaragua.

## Gastronomia
El peix i els fruits de mar són habituals en la gastronomia de l'illa, amb receptes que inclouen mariscos, llagostins, crancs i pagres. Els principals acompanyaments són arròs amb coco, patacó, iuca, nyam, fruita de pa i frijoles.
Alguns dels plats típics de San Andrés són el rondón, la mandonguilla de peix, la sopa de caragol i el caragol guisat, així com diverses preparacions amb carn bovina i porcina.
Entre les postres tradicionals de l'illa es troben la cocada, la bola de coco, dolç de ajonjolí, i coca de auyama, de blat de moro i de bananer.
L'economia del departament de San Andrés i Provisió es basa principalment en el turisme i el comerç. Aquestes activitats són complementades per l'agricultura i la pesca de crancs, pagres i gambetes, que són insuficients per a proveir el mercat intern; això fa que la major part dels productes de consum quotidià hagin de ser importats de la zona continental del país. El principal producte agrícola explotat era el coco, a més es produïa alvocat, canya de sucre, mango, taronja, nyam, noni, iuca i bananers, produccions que van anar decaient a través dels anys per danys en el sòl i urbanització de moltes àrees.
D'acord amb el cens 2005, el 55,1% dels establiments del municipi de San Andrés es dedica al comerç, el 29,9 a la branca de serveis, el 4,6% a la indústria i el 10,5% restant a altres activitats.
Amb la declaració del port lliure i les posteriors migracions de persones de l'interior (Bolívar, Atlàntic, Antioquia) així com de com d'estrangers (Mig Orient), es va impulsar l'activitat turística i comercial, incentivada pels baixos costos que tenien les mercaderies. Amb això va augmentar el transport aeri i marítim cap a l'illa, que durant les temporades altes és visitada per una gran quantitat de visitants.
D'acord amb el cens anteriorment esmentat, corresponent a l'any 2005, el 98,9% dels habitants del municipi compta amb energia elèctrica mitjançant generadors de dièsel; l'aigua és d'aqüífer subterranis, de pluja i dessalinitzada; el 46,6% de la població disposa de telefonia en el seu domicili i no hi ha habitatges amb gas natural.

### Situació social
Un dels problemes de l'illa és la sobrepoblació, la qual es deu principalment a la migració des de Colòmbia continental, motivada fonamentalment per l'establiment de la figura de port lliure per a San Andrés pel govern del president Gustavo Rojas Pinilla en 1953, que va tenir l'objectiu de dinamitzar l'economia de l'illa i atreure turistes.
La població nativa raizal va aconseguir el reconeixement de la seva identitat i drets fonamentals en la Constitució de Colòmbia de 1991. La seva llengua, el crioll de San Andrés, kríol o creole english, està reconegut des de llavors com a oficial en l'arxipèlag. També es va establir la llibertat i igualtat religiosa. No obstant això, la pèrdua de terres dels pagesos illencs, l'esgotament dels pous d'aigua i el mal ecològic en les àrees marines pròximes a la platja, constitueixen una gran problemàtica encara sense reparar, especialment si es té en compte que no totes les disposicions constitucionals estan operant.

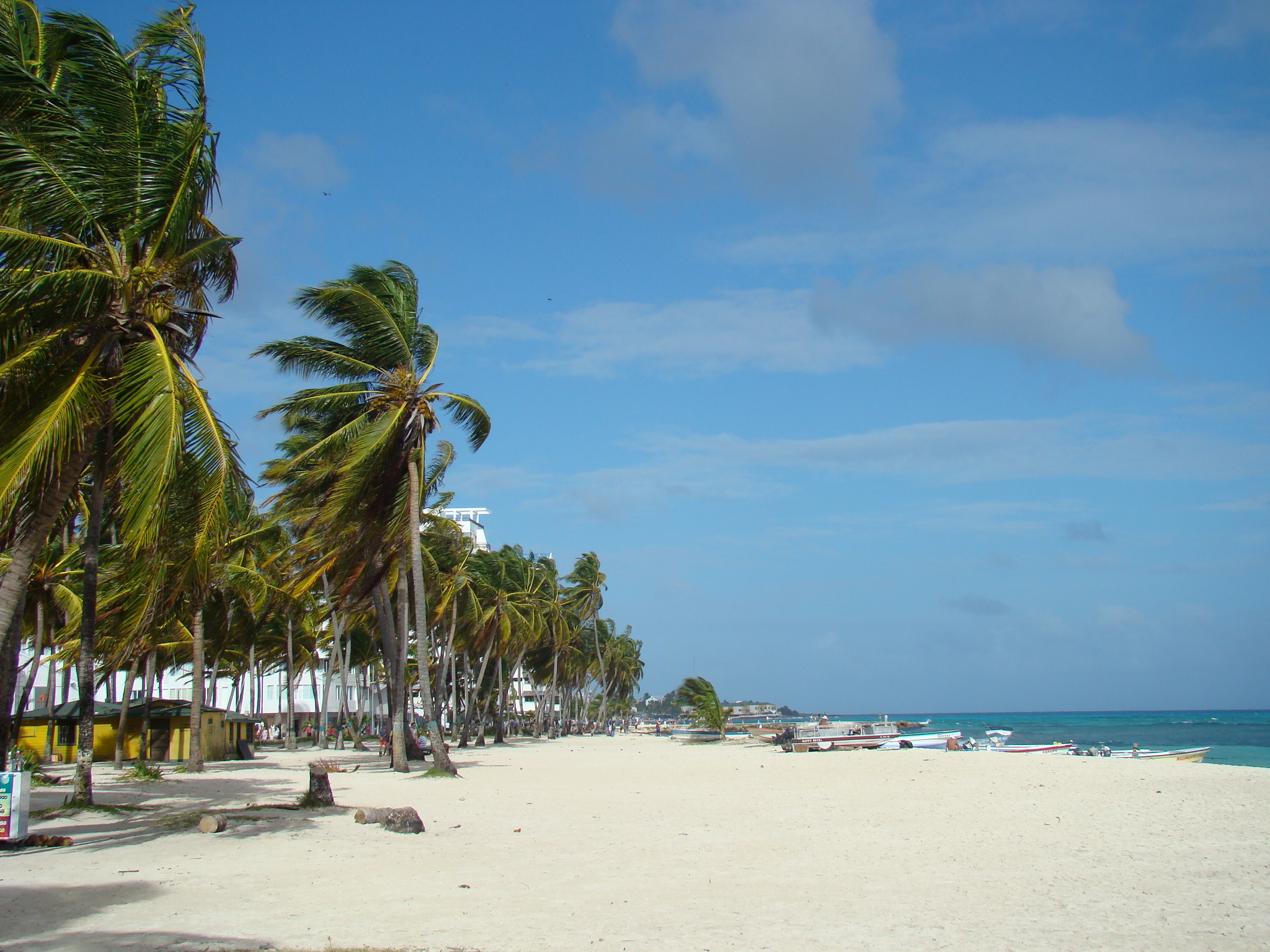
Platja sobre North End

### Aigua potable i sanejament bàsic
Durant els últims cinc anys, el Govern de Colòmbia va liderar la recuperació de la planta d'estovament i es va posar en marxa una nova planta dessalinitzadora per a produir 70 litres d'aigua potable per segon. Així i tot, la major part dels habitants natius de l'illa no tenen subministrament fix, ja que l'aigua és racionada, es distribueix i s'embeni a través de carro-tancs des de les plantes a tota l'illa. En temporades altes, els habitants viuen major escassetat d'aigua, especialment els de les zones centrals i costaneres llunyanes a la zona turística, perquè els hotels i establiments turístics tenen prioritat a l'hora de rebre aigua potable.
L'aigua de l'aixeta no és apta per a consum humà. L'aigua ve envasada, en bosses o ampolles. No hi ha fonts d'aigua dolça en San Andrés, però sí que n'hi ha en Provisió.
Fins avui, el govern colombià ha invertit al voltant de 14.500 milions de pesos en la construcció de noves xarxes d'aqüeducte i de clavegueram. A més, es va culminar la instal·lació de l'emissari submarí per a San Andrés, amb una inversió de 2100 milions de pesos.

### Infraestructura

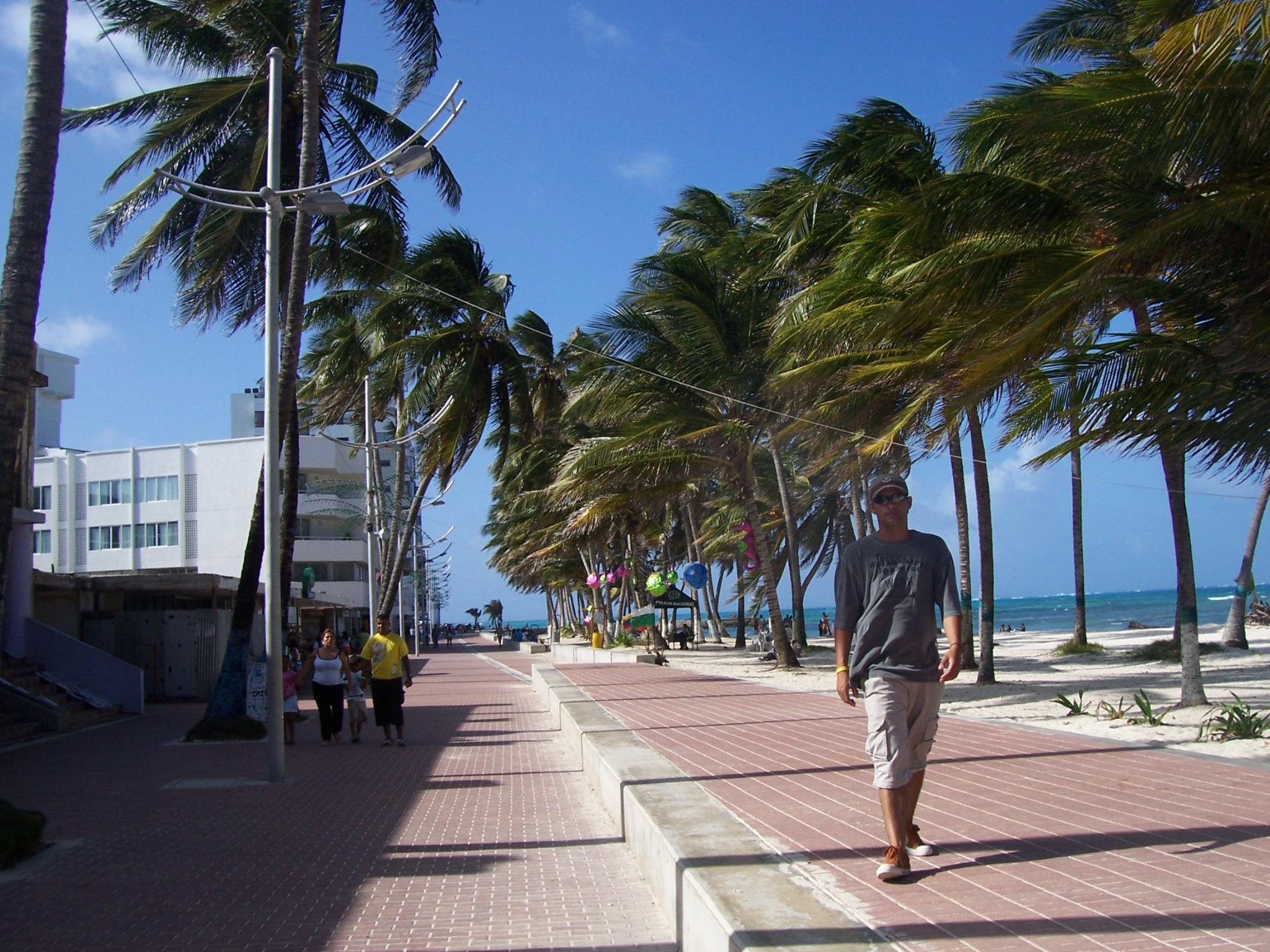
Passeig per als vianants

El Govern de Colòmbia ha liderat la recuperació de l'espai públic de l'illa amb la construcció del Bulevard de Spratt Bight, el passeig de l'Avinguda Newball i la rehabilitació dels parcs Central i Simón Bolívar. També ha invertit recursos per 29.000 milions de pesos per a la pavimentació de les vies del Pla 2.500, tant en San Andrés com en Providencia.
Entre els projectes que es van prioritzar estan el millorament i el manteniment de la Circumval·lar de San Andrés, la qual cosa va tenir un cost de 1.715 milions de pesos. Addicionalment, es va dur a terme la remodelació de l'Aeroport Internacional Gustavo Rojas Pinilla i la repavimentación de la pista. D'igual forma, el govern va destinar 12.300 milions de pesos en l'ampliació les xarxes de distribució d'energia elèctrica, treball que actualment està en procés i que beneficiarà a prop del 30 per cent del total dels usuaris

## Cultura

### Danses

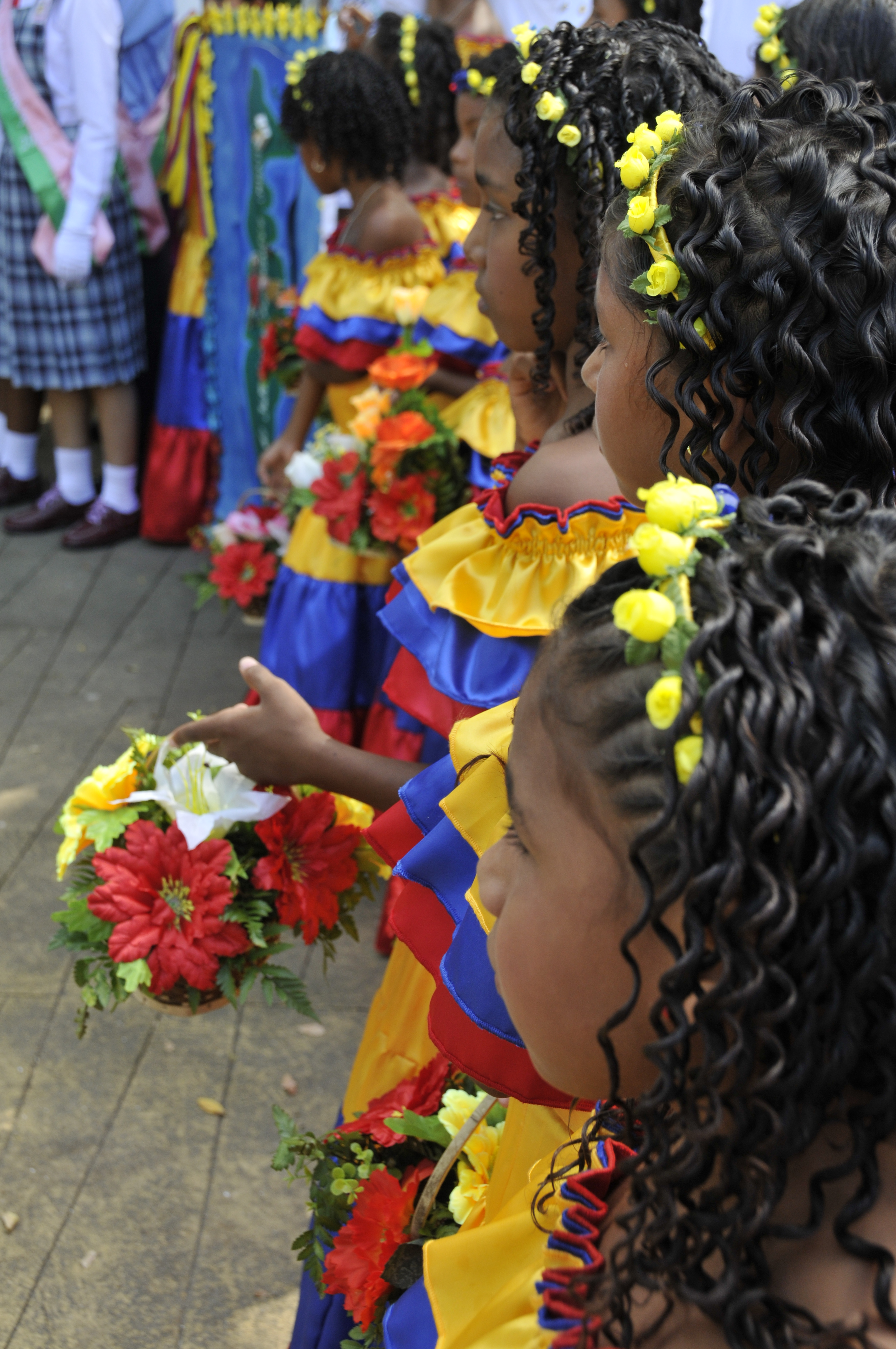
Nenes en una mostra cultural.

Dins la diversa gamma de danses practicades a l'illa, els balls europeus com la contradanza, la masurca, el shotis i la polka ocupen un lloc important, ja que són els que tradicionalment es practiquen. De les Antilles va arribar el va esmentar, un ball cadenciós en el qual les dones sostenen els seus faldons i porten el ritme amb els peus, mentre evoquen el suau onatge amb els seus moviments d'espatlles i maluc. El calypso, originari de l'illa de Trinidad, és l'evidència viva del segell africà en les danses del Carib, perquè reflecteix l'alegria, l'espontaneïtat i l'entusiasme de la cultura afro-del Carib.

## Turisme

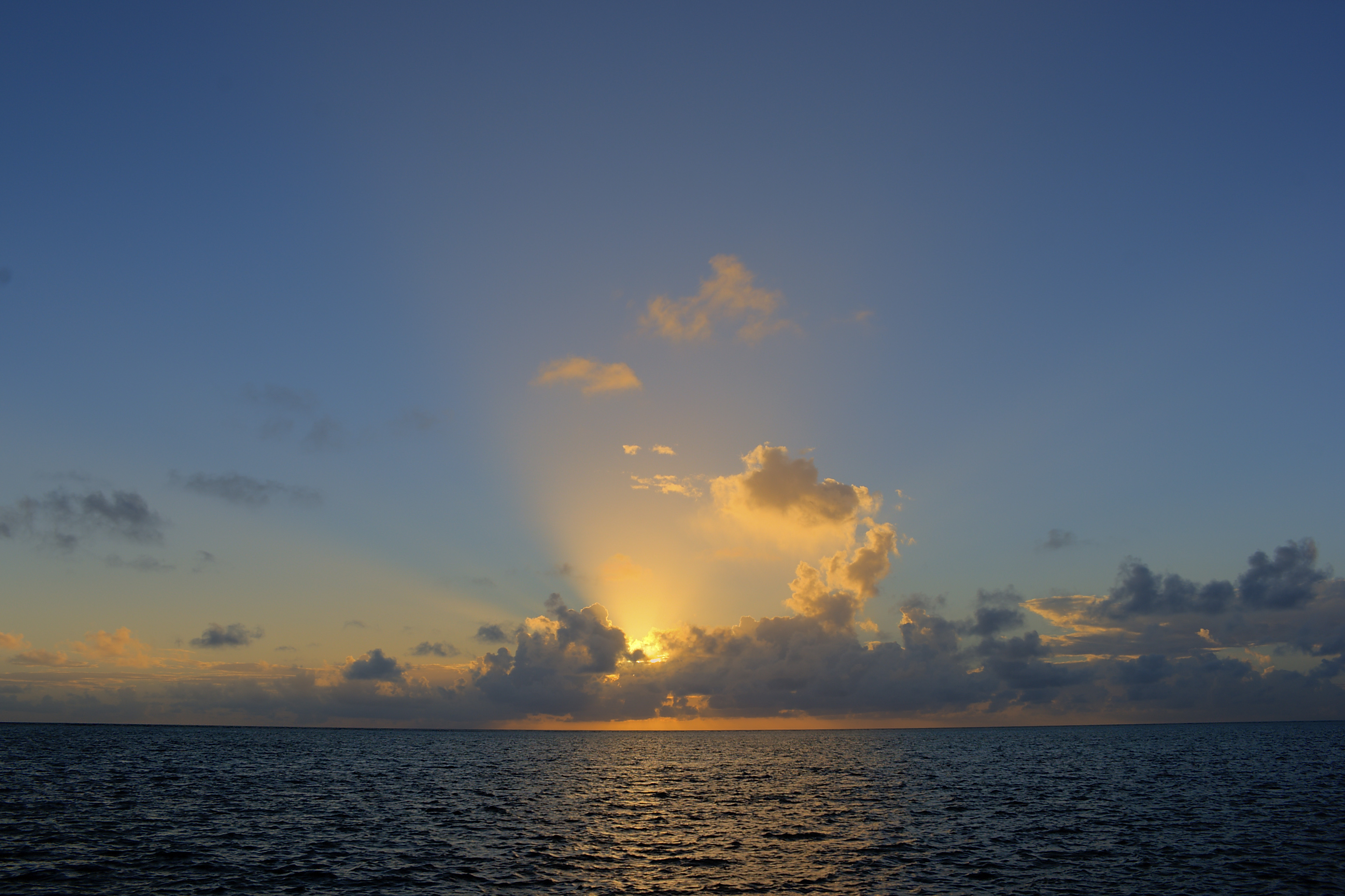
Vesprejar en San Andrés

En 2012 van entrar a San Andrés 629.072 turistes per via aèria, dels quals 542.696 van ser visitants nacionals i 86.376 internacionals, la qual cosa va significar un creixement del 19,7% en el turisme nacional respecte a l'any anterior i del 14% entre els visitants arribats d'altres països. L'ocupació hotelera va ser del 80,5%. D'acord amb la manera en què un turista vulgui passar les seves vacances, pot triar el tipus d'hostalatge, ja que hi ha hotels amb el sistema all inclusivament, i posades i hostals que no inclouen esmorzar i sopar.

### Atractius turístics
Entre els principals llocs turístics de l'illa es troben els següents:

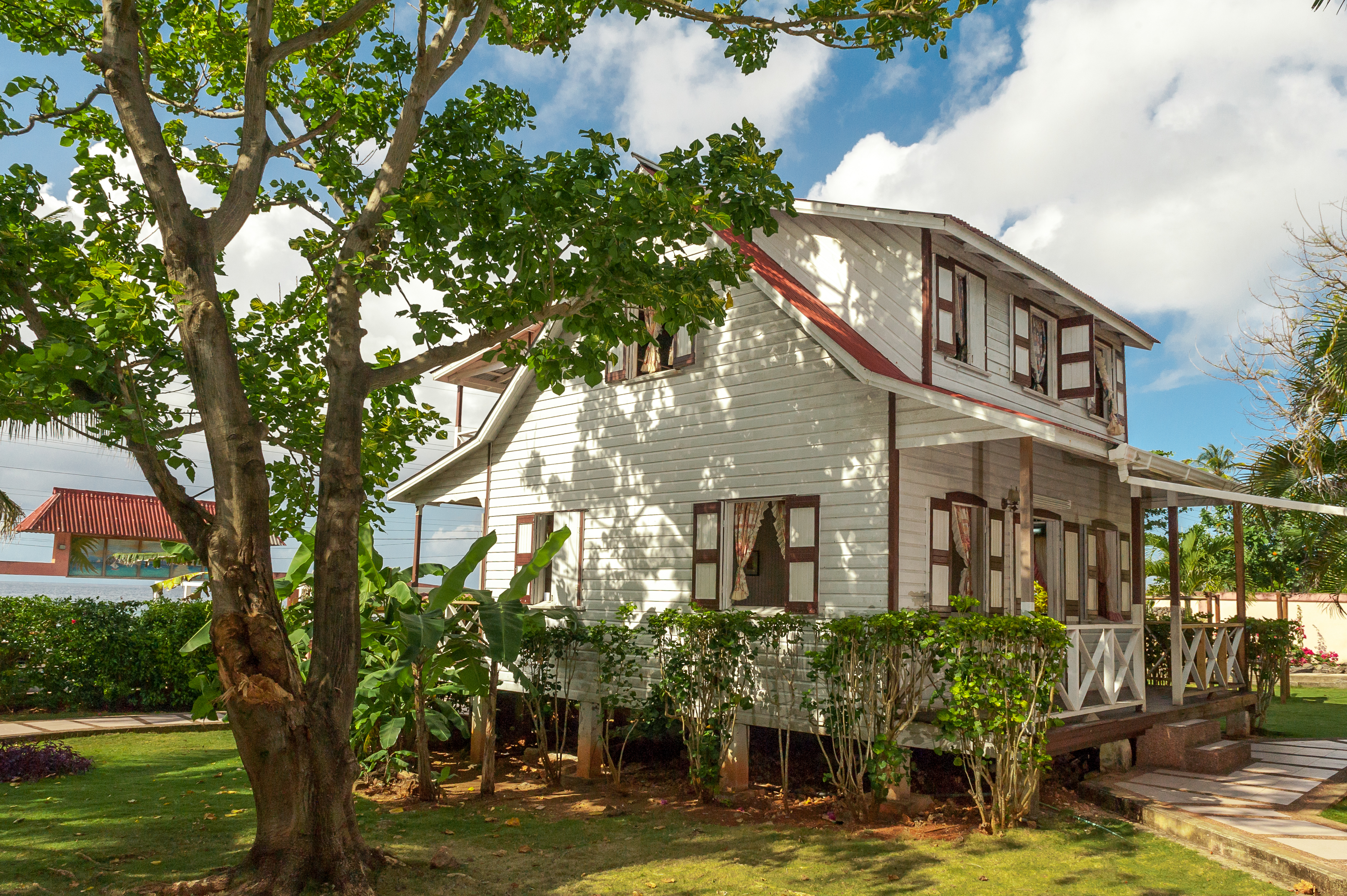
Casa Museo Isleña

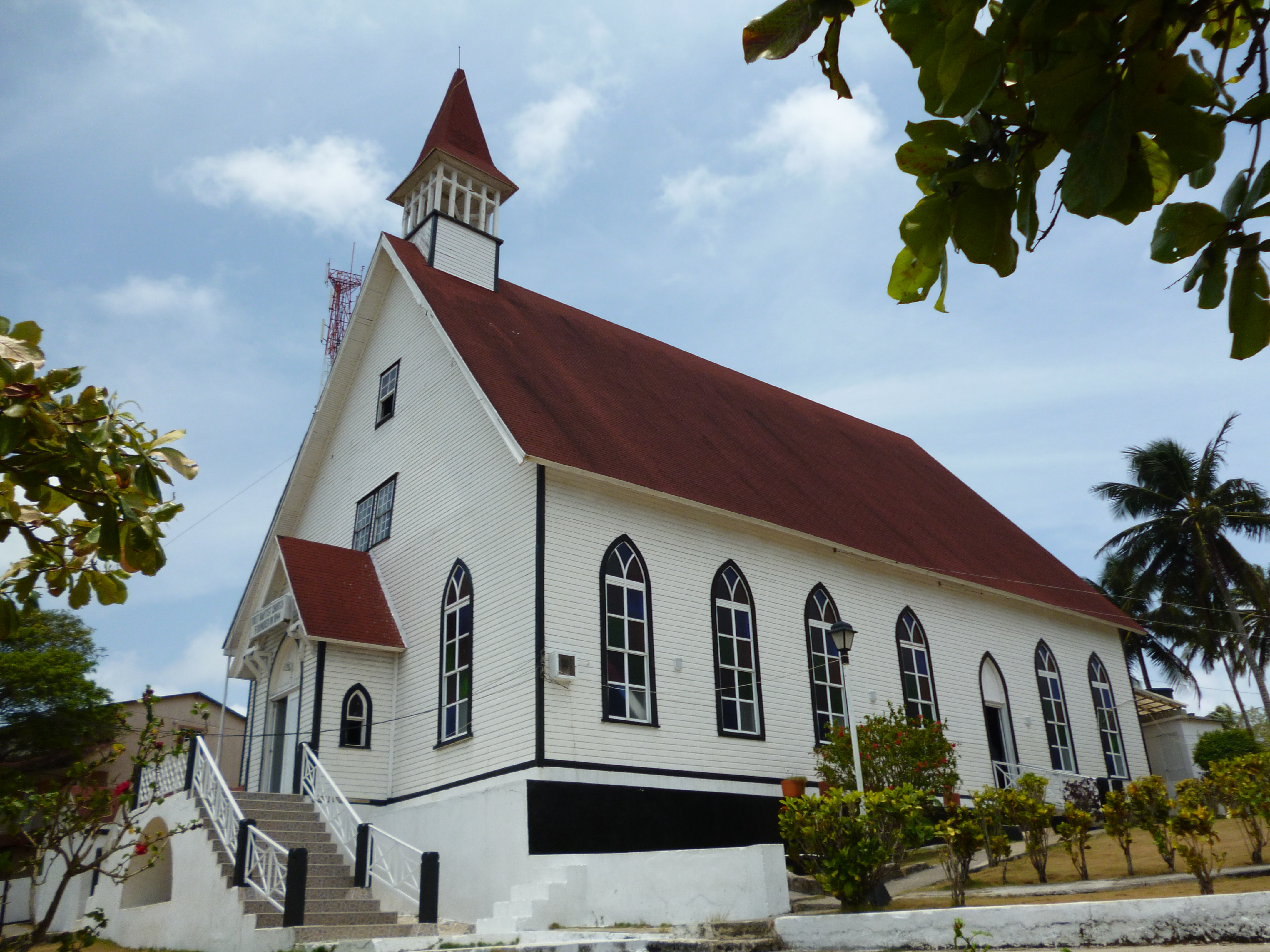
Església Baptista de la Missió Hill

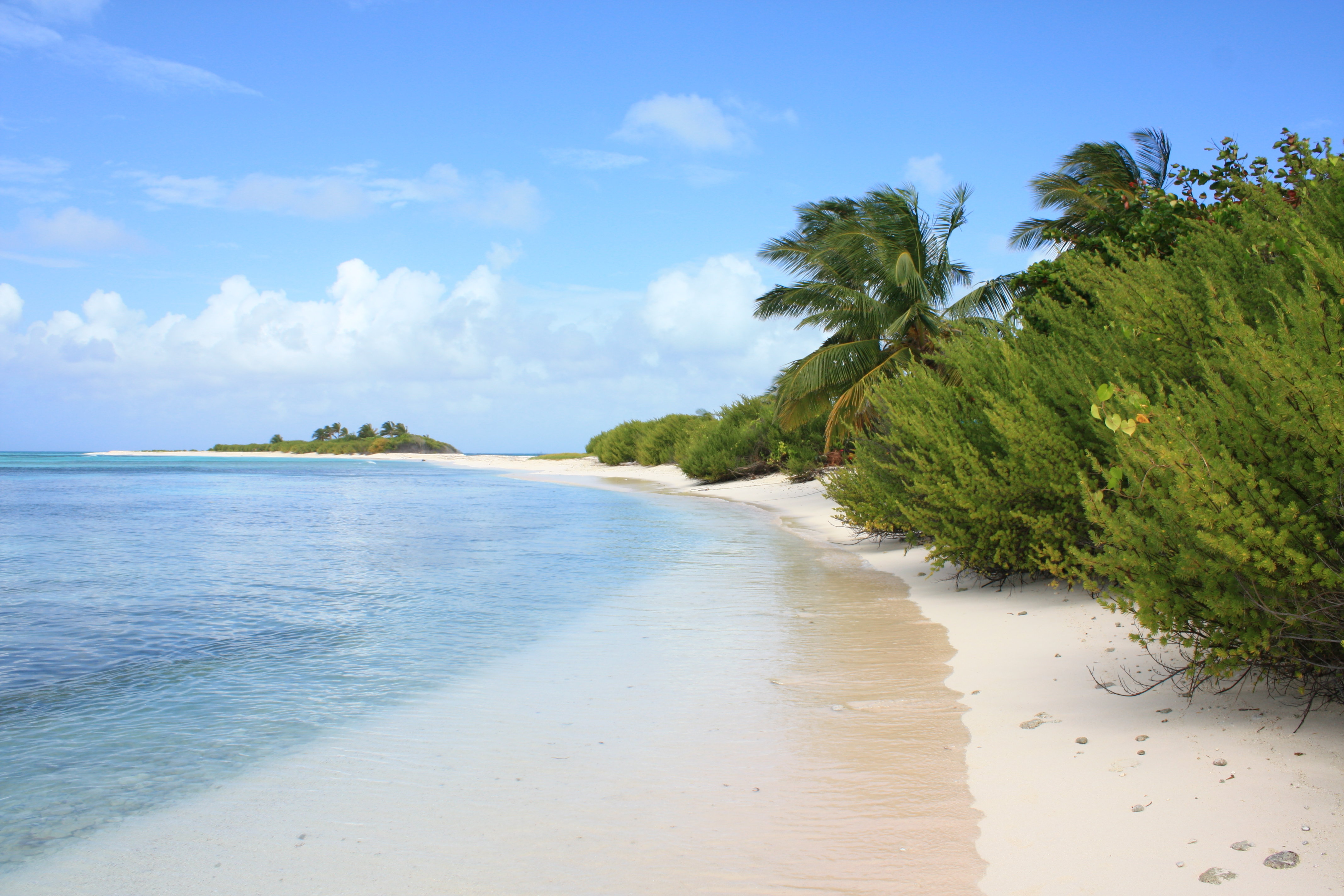
Cayo Bolívar

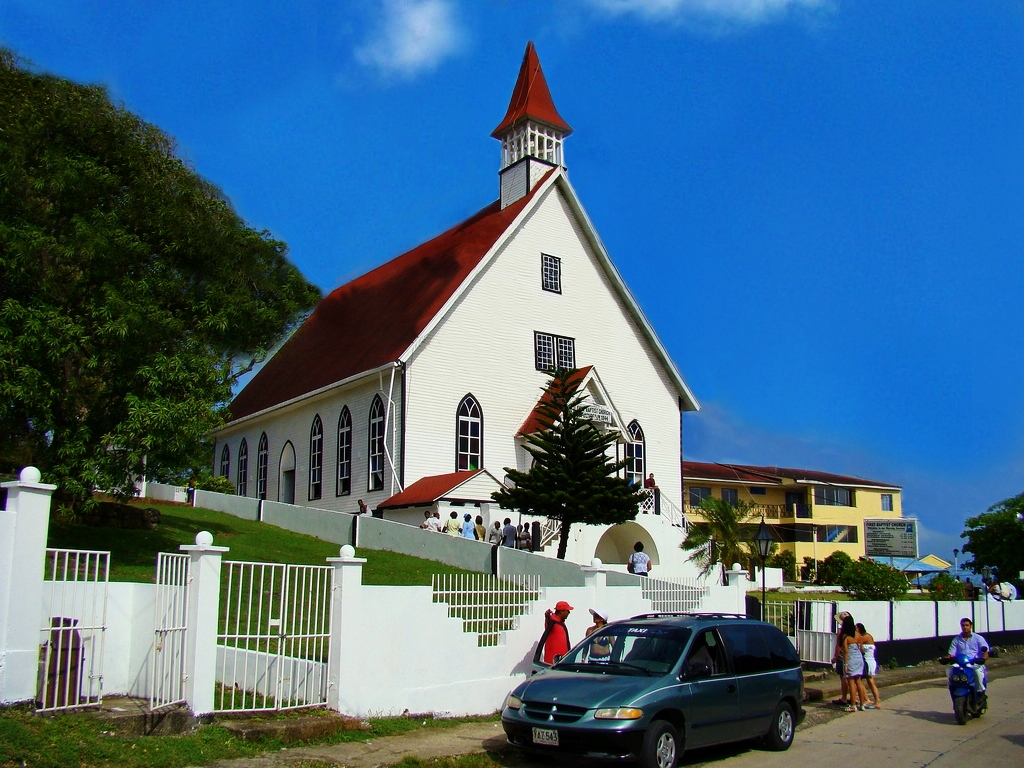
Església Baptista, localitzada en La Lloma.
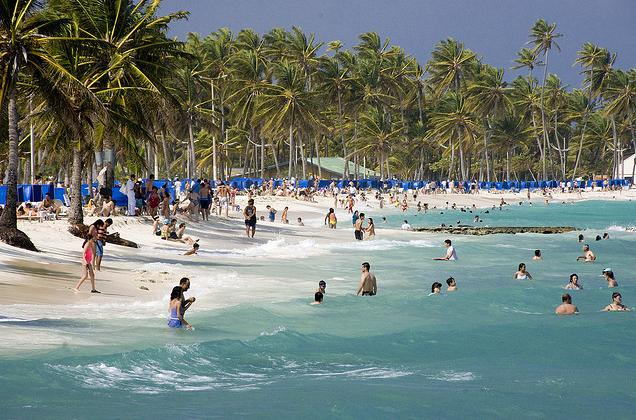
Platges de San Andrés.
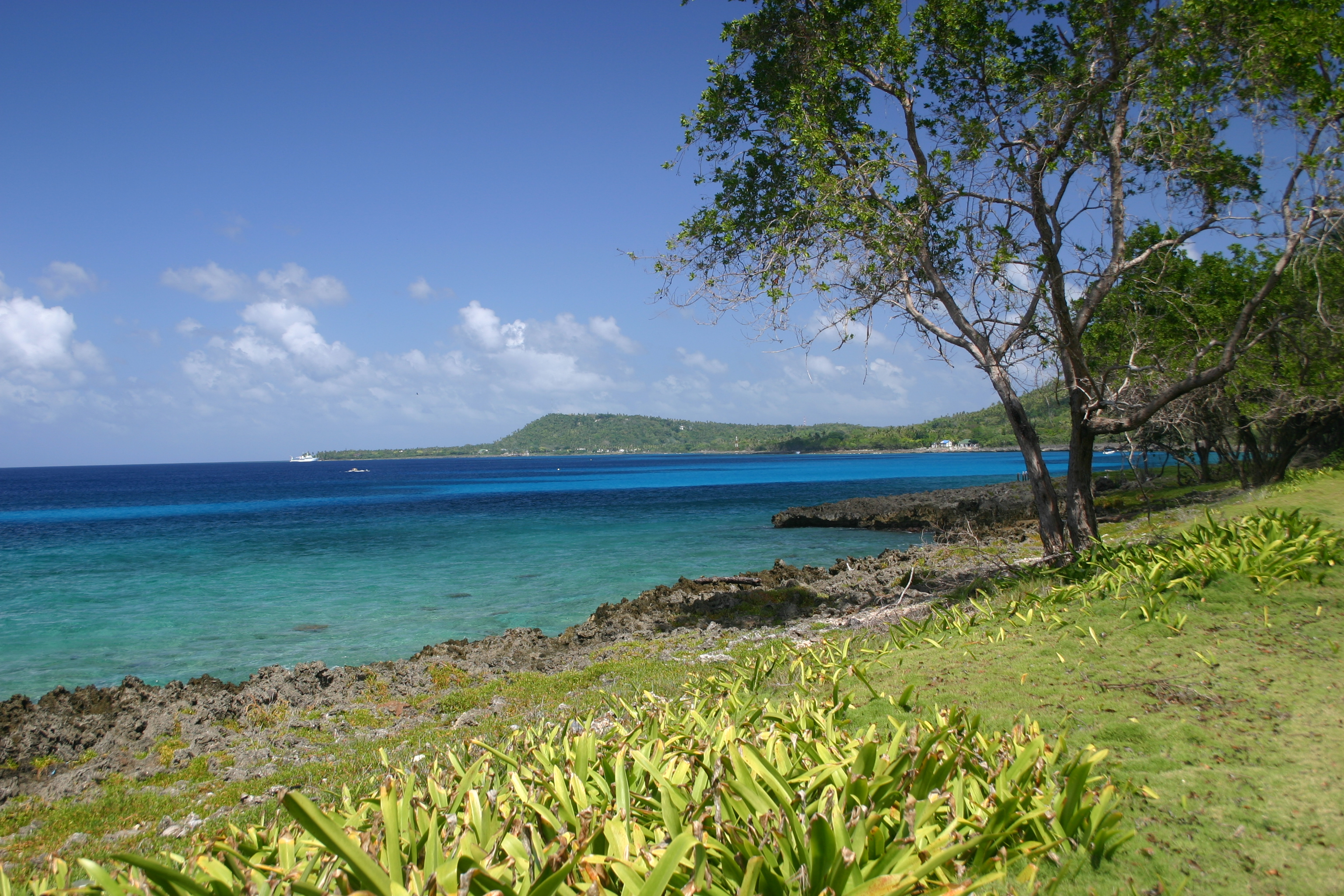
Paisatge de San Andrés.
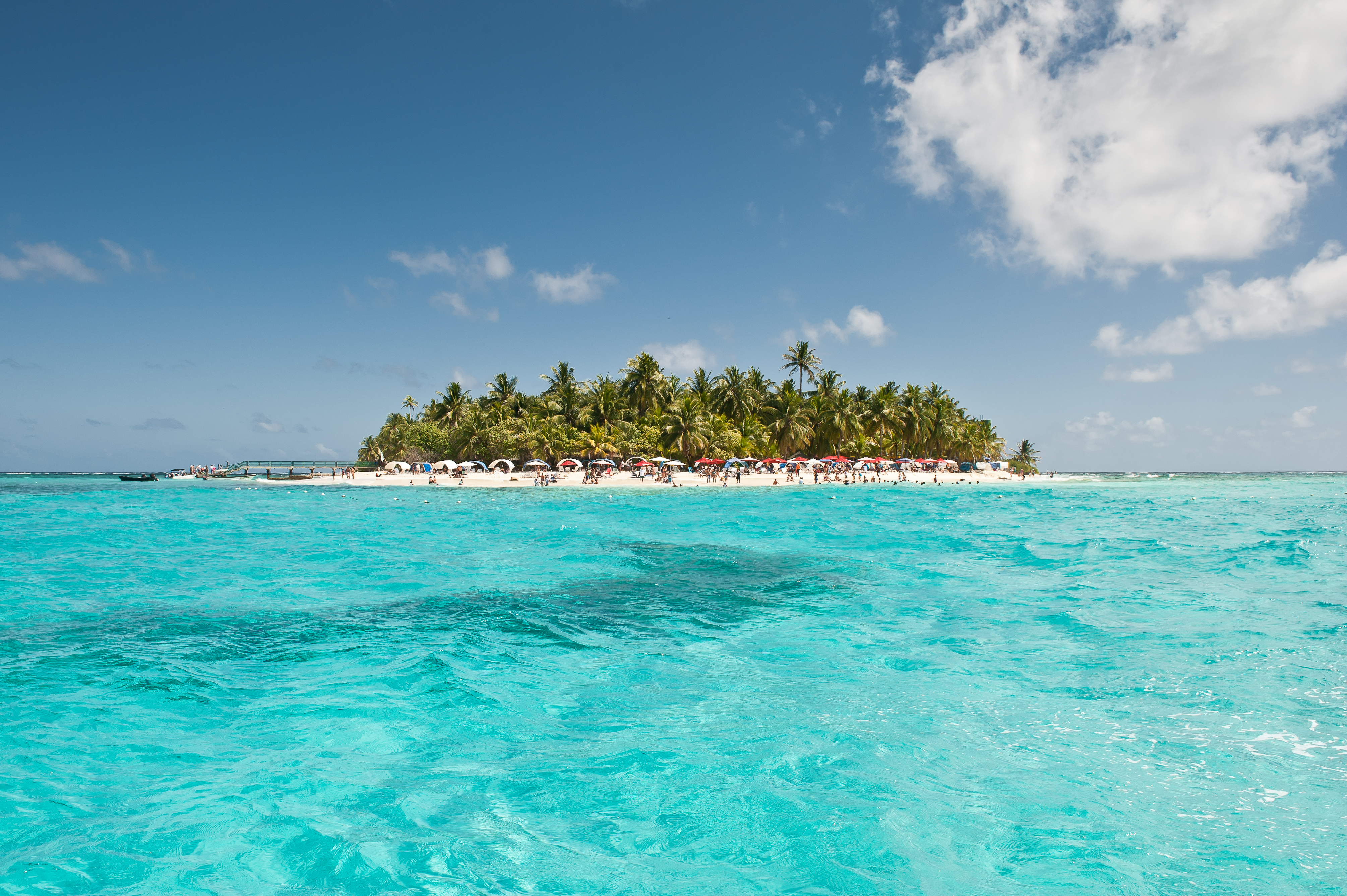
Johnny Cay, al nord de l'illa.
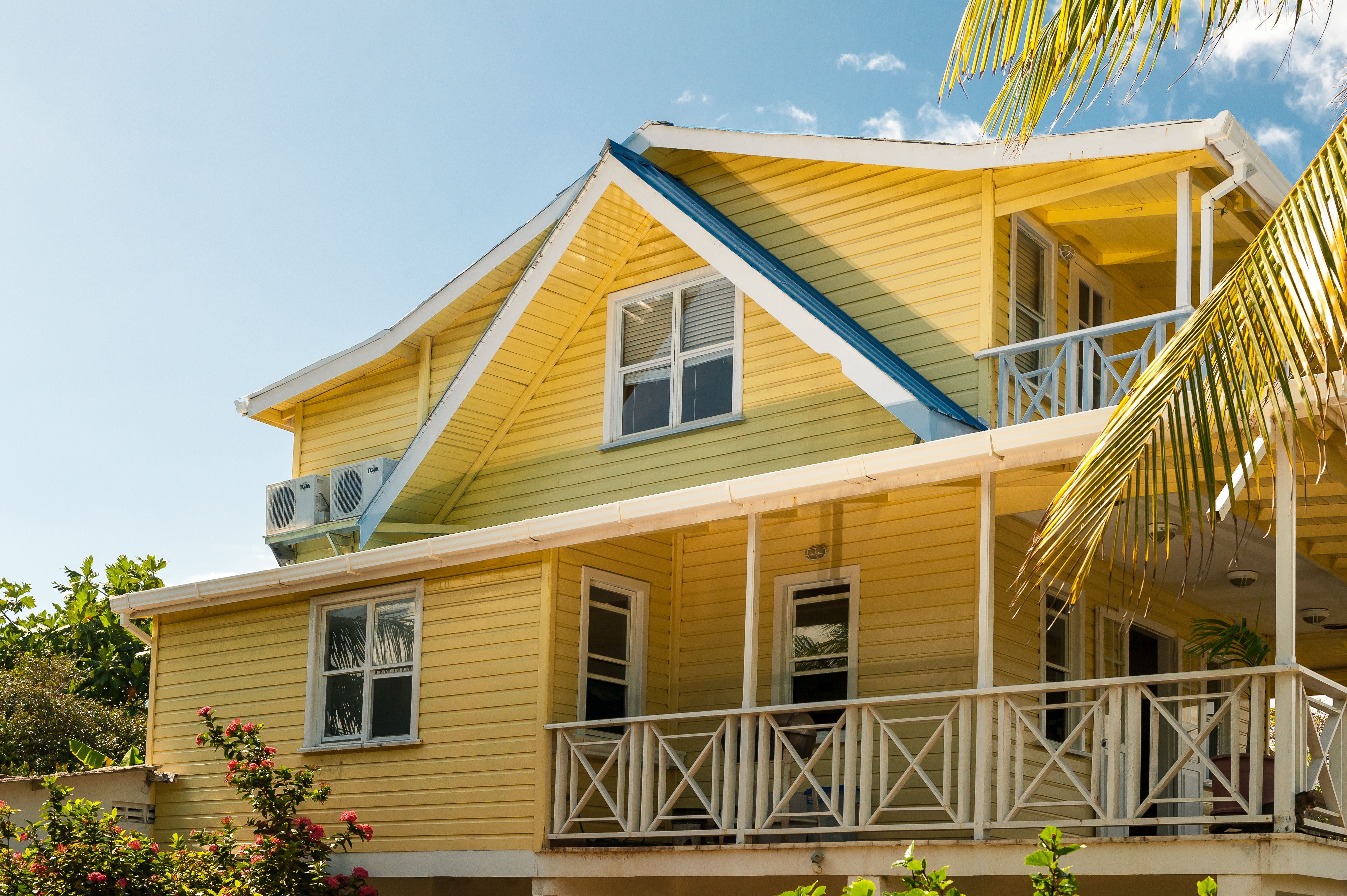
Casa típica de l'Illa de San Andrés.
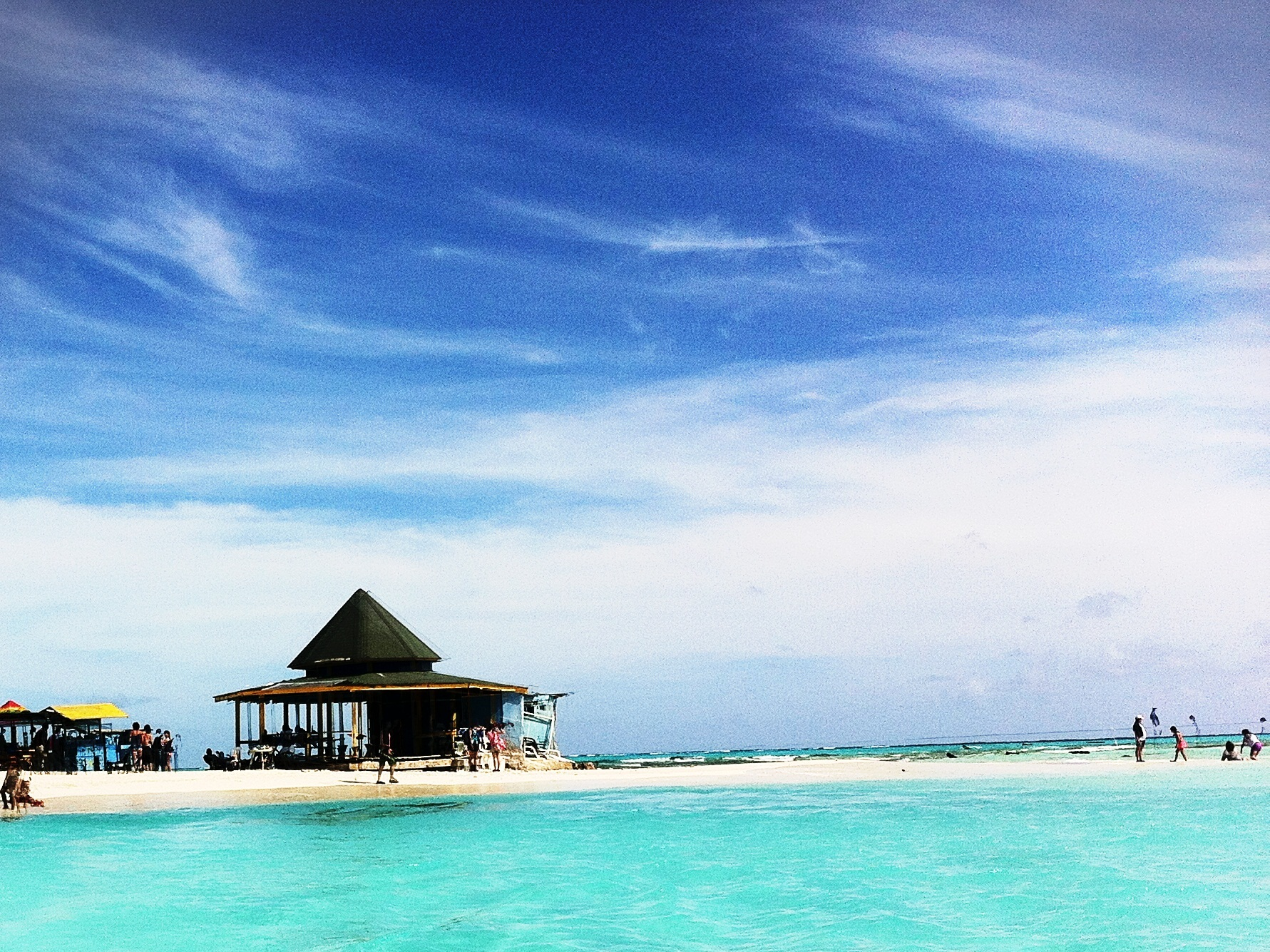
Cayo Aquari. La majoria els de peixos de l'illa es troben aquí.
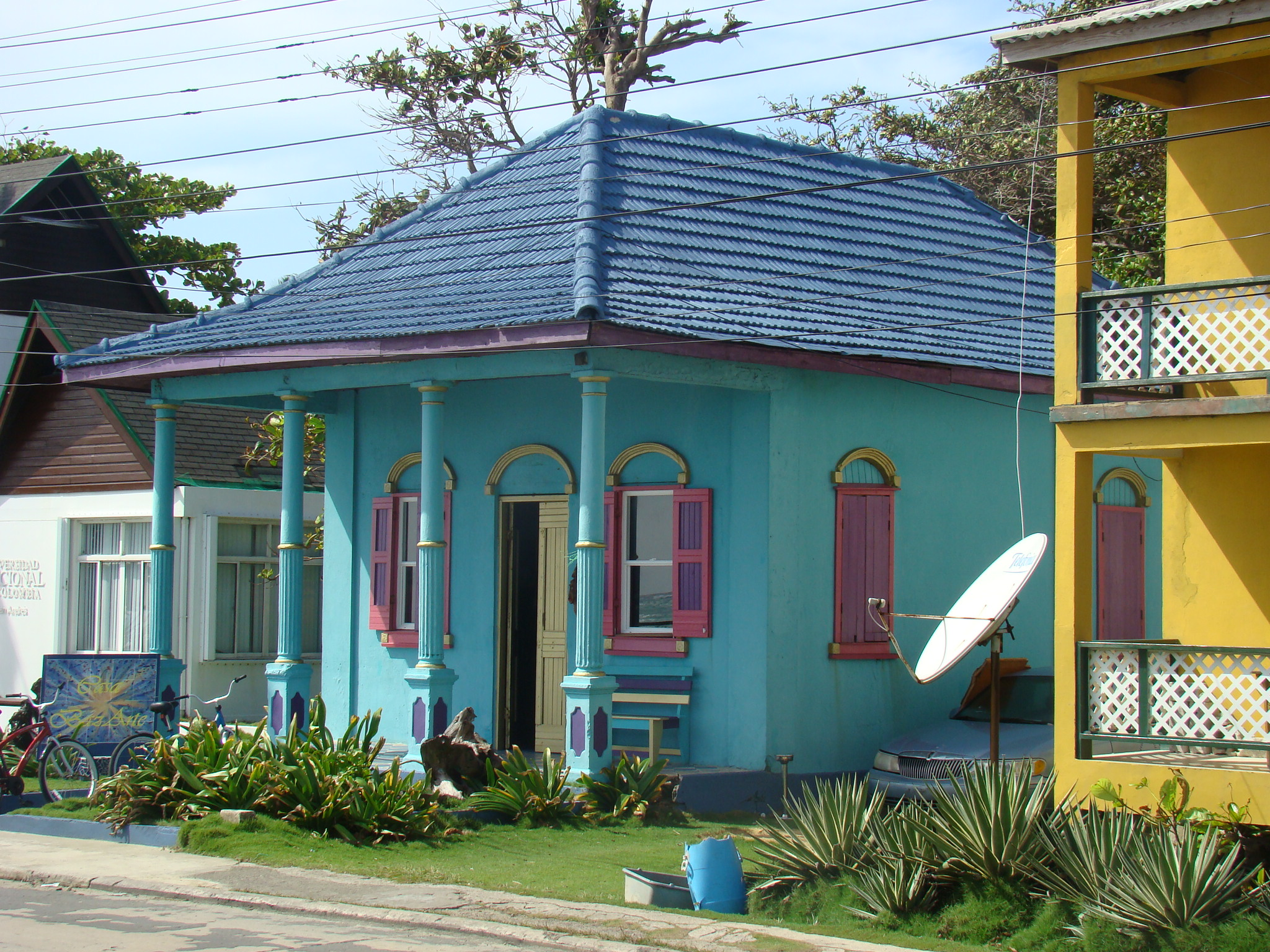
Construcció típica de la regió.
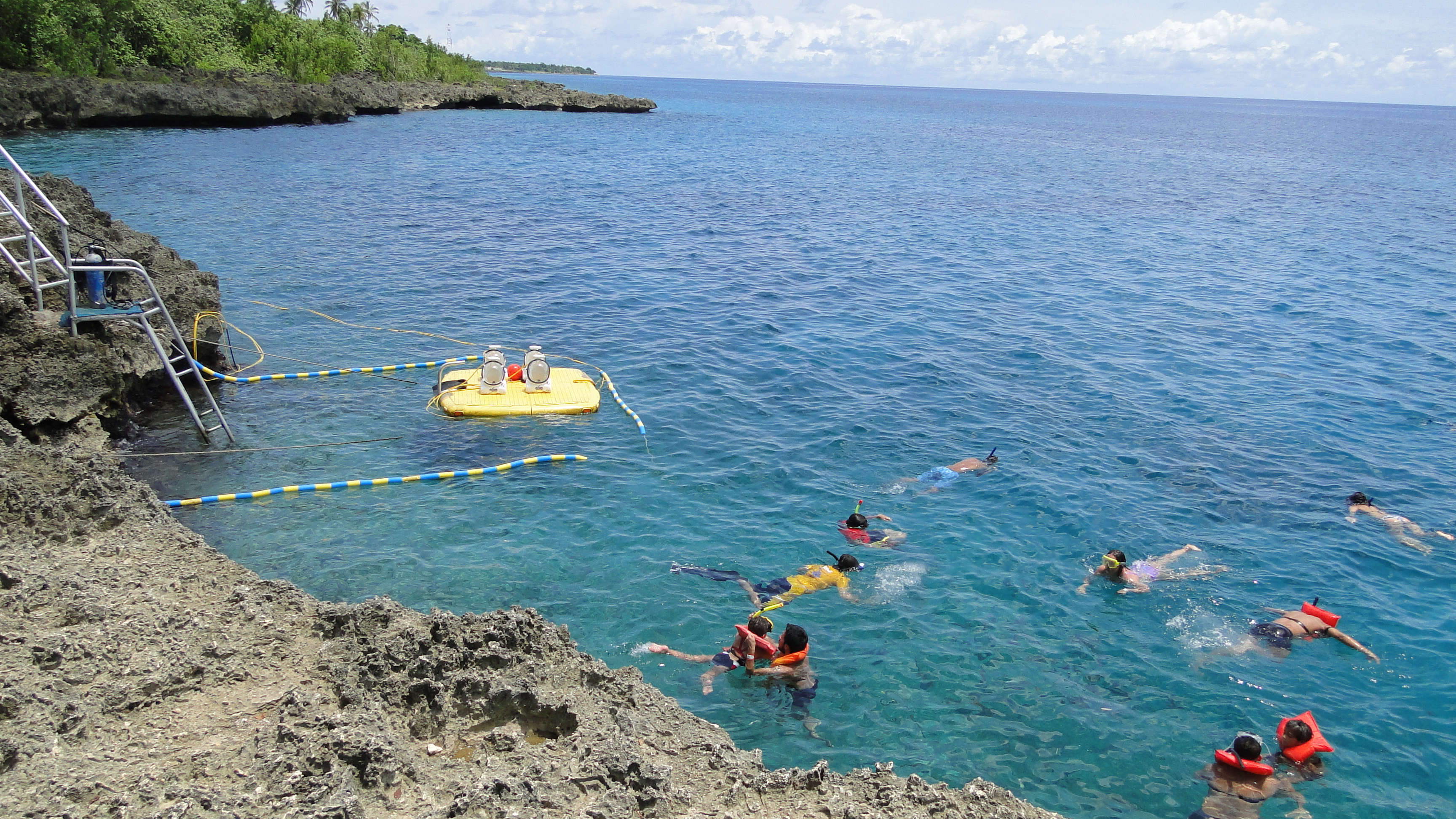
La Piscinita, piscina natural.
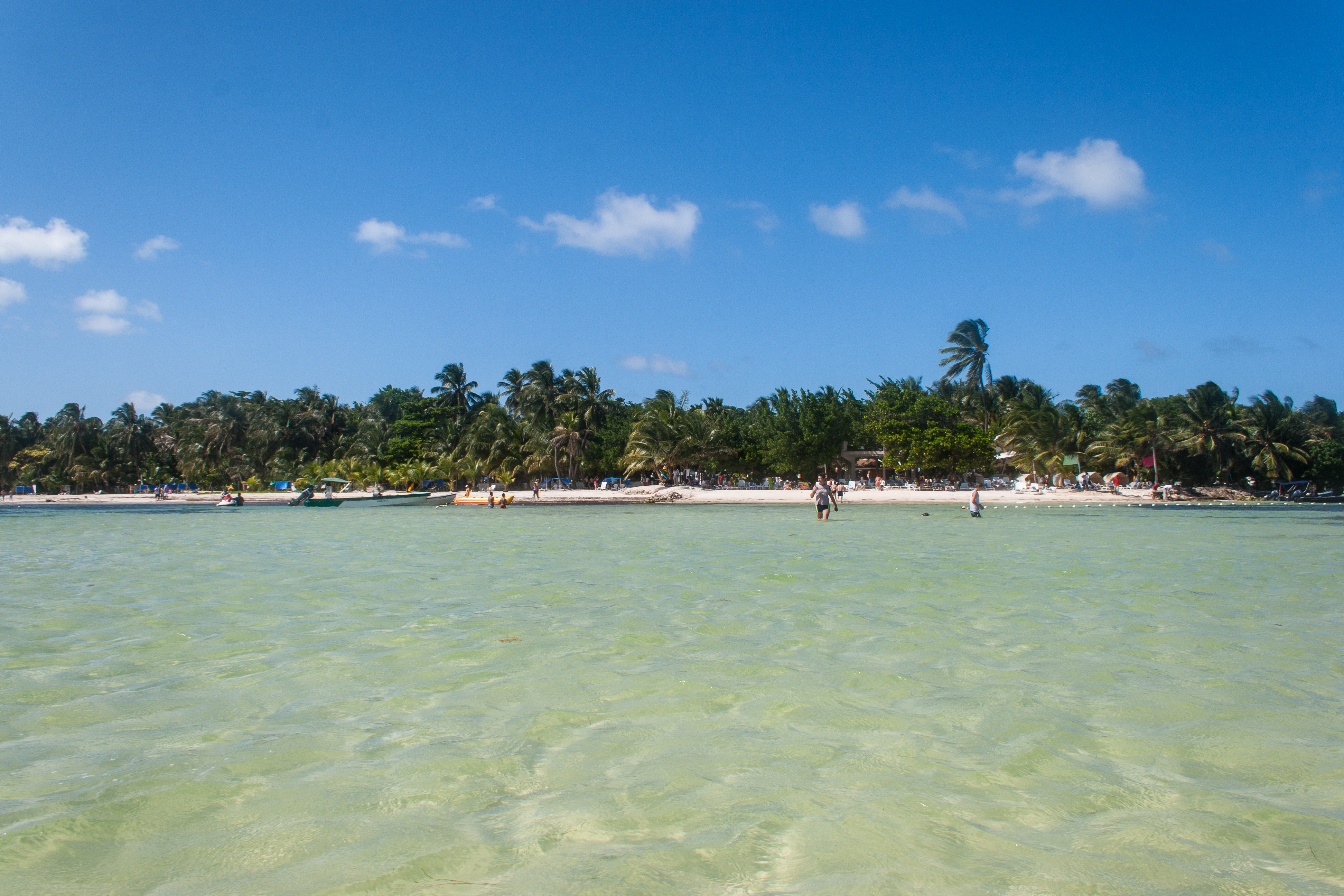
Rocky Cay (Cayo Rocós).
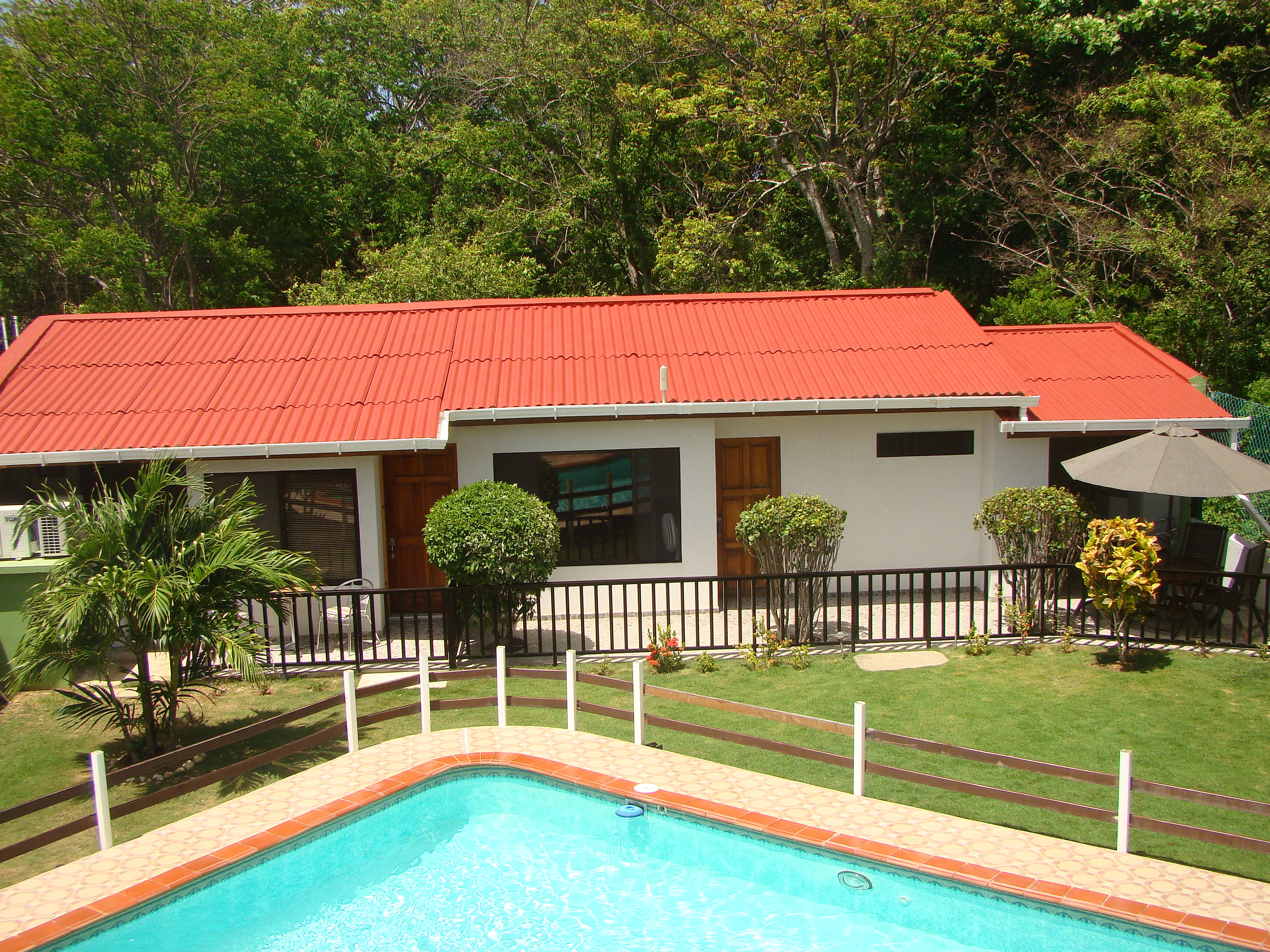
Casa d'esbarjo en San Andrés.
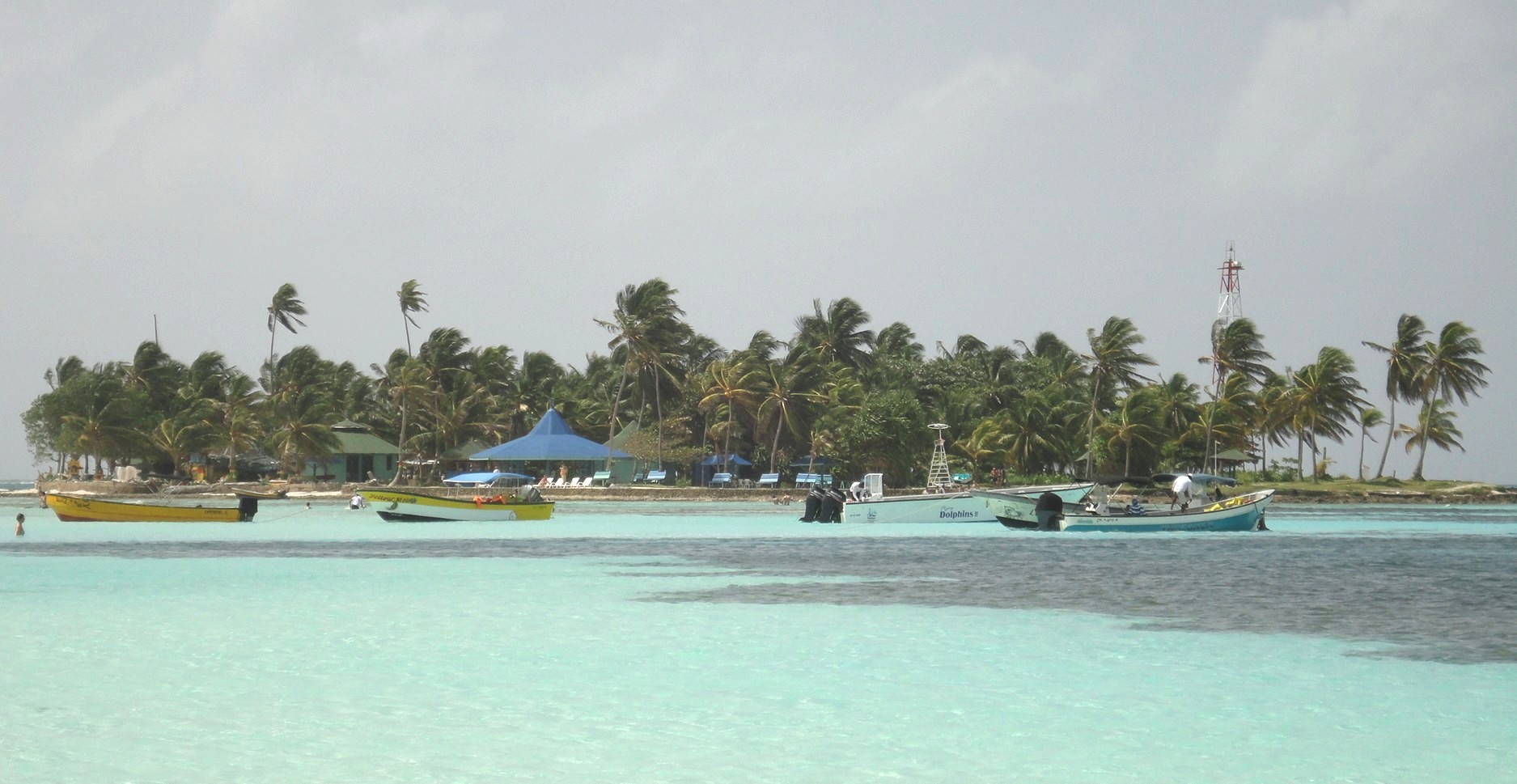
Haynes Cay.
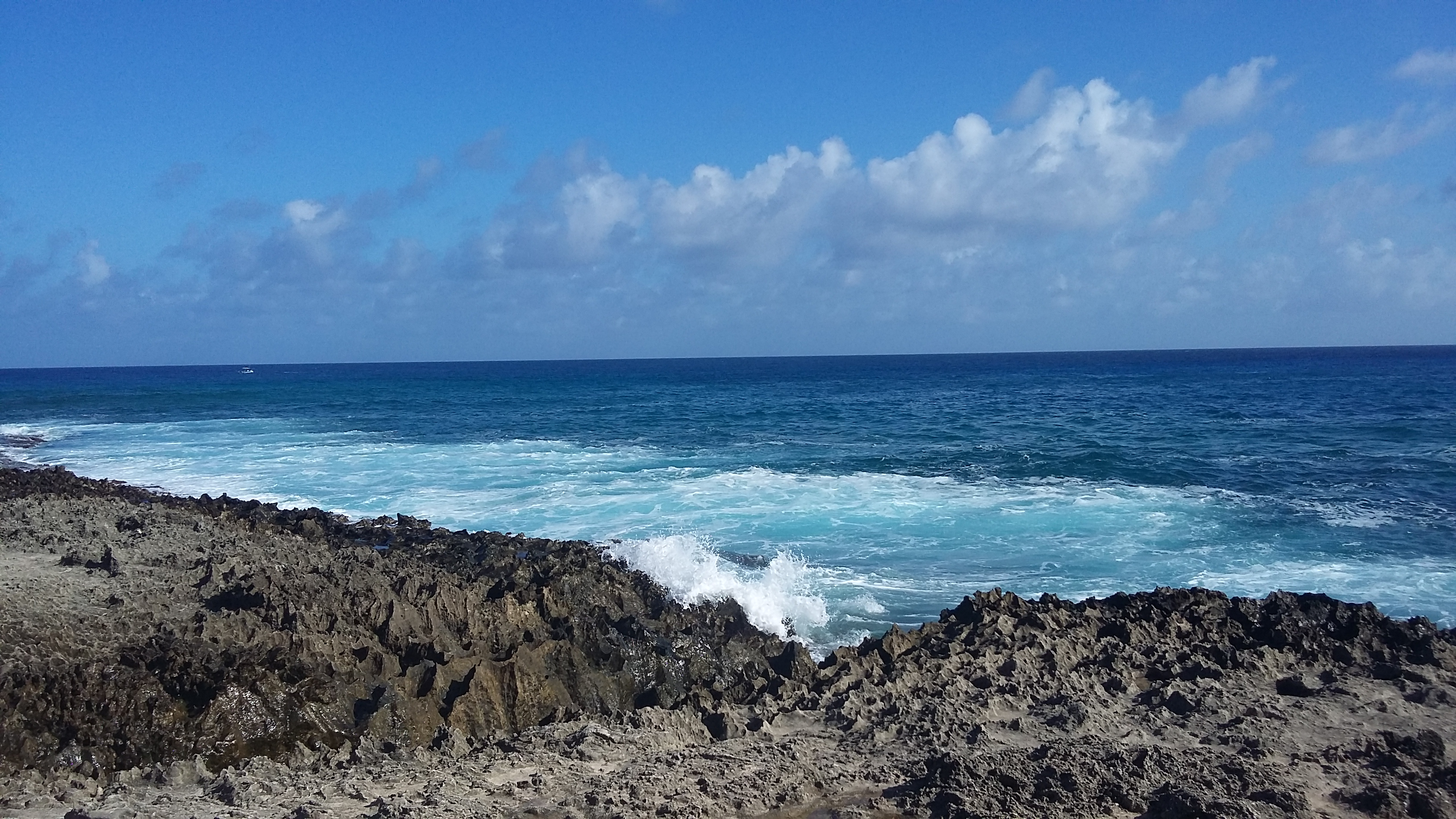
Hoyo Soplador